# Metileo
Metileo est une localité rurale argentine située dans le département de Trenel, dans la province de La Pampa. Sa zone rurale s'étend jusqu'aux départements de Conhelo, Maracó et Quemú Quemú.

## Démographie
La localité compte 483 habitants (Indec, 2010), soit aucun changement par rapport au précédent recensement de 2001 qui comptait 483 habitants.